# Karerpass
Karerpass (tal. Passo di Costalunga; ladino: Jouf de Ciareja ; njem. Karerpass) (1745 m) je visoki planinski prijevoj u pokrajini Bocen u Italiji. Povezuje Bolzano kroz dolinu Eggental i Welschnofen s dolinom Fassa. Odmah ispod prijevoja na strani doline Welschnofen nalazi se jezero Carezza. Prijevojom Nigerpass je povezan s Tierser Talom.

## Vanjske poveznice
|  | Zajednički poslužitelj ima još gradiva o temi Karerpass |